# Tahaggart tamahaq (jezik)
Tahaggart tamahaq jezik (ISO 639-3: thv), berberski jezik iz skupine tamašek (makrojezik) kojim govori oko 62 000 ljudi na području Alžira (25 000 govornika 1987), Nigera (20 000; 1998). i Libije (17 000; 2006), osobito u planinskom području Hoggar (Ajjer) i oko Djaneta u Alžiru. 
Ovim jezikom služe se tuareška plemena Kel Ahaggar u Alžiru, Kel Ajjer u Alžiru i Libiji i pleme Taytoq iz Alžira i Nigera.
Piše se na arapskom i tifinaghu (shifinagh).

## Vanjske poveznice
- Ethnologue (14th)
- Ethnologue (15th)